# Leifang
Leifang (レイファン) es una personaje de la serie de videojuegos de lucha Dead or Alive, ha aparecido en todas las entregas de la saga desde 1996.

## Historia

### DOA 1
Años antes del torneo una pandilla de luchadores callejeros la desafió en combate; ella estaba preparada para enfrentarlos uno por uno, pero un muchacho llamado Jann Lee llegó a su rescate. Enfadada, Leifang, quien odia que las personas piensen que no puede realizar las cosas por sí misma, se propuso encontrar al joven que la había salvado para demostrarle que ella era suficientemente fuerte para valerse por sí misma. Al enterarse del torneo de artes marciales Dead or Alive, en el que Jann Lee participaría, comenzó a mejorar su técnica de combate de Tai Chi Chuan y tomó la decisión de concursar en este con el fin de derrotarlo y  vencer a cualquier persona que se interpusiera en el camino. Sin embargo en el torneo fue derrotada por Jann Lee quien demostró mayor capacidad en combate.

### DOA 2
Inspirándose en su espíritu combativo Leifang decidió unirse a la segunda edición del torneo Dead or Alive, basándose en el objetivo de vencer a Jann Lee, cosa que no pudo realizar en el torneo pasado, este deseo de vencerlo fue el motivo principal por el que participó  en el campeonato mundial de artes marciales. En el camino hacia Jann Lee, Leifang encontró a Tina Armstrong que engreídamente quiso mostrar su fuerza frente a ella, pero Leifang demostró en verdad quien era la más poderosa, más tarde derrotó a Gen Fu que peleaba por el dinero del premio y quería pasar por alto las intenciones de Leifang. Tras ganar ambos combates  se enfrentó a Jann Lee, al que le dijo que sus técnicas de Tai Chi Chuan habían mejorado y que había llegado el momento de derrotarlo, sin embargo ella salió siendo la perdedora.

### DOA 3
Sin darse por vencida, Leifang quiso probar sus habilidades de Tai Chi Chuan y decidió participar en el tercer torneo de Dead or Alive para derrotar a Jann Lee, quien demostró  habilidades superiores en los dos primeros torneos. En el transcurso a su combate frente al joven dragón como también es conocido Jann, ella sentía la seguridad de que si podría vencerlo  diciéndose a sí misma que el tiempo para derrotarlo ya estaba contado. Al enfrentar a Jann Lee le dijo que la hora de derrotar al dragón había llegado a lo que Jann respondió diciendo que no tenía idea de lo que decía, para su mala fortuna toda la seguridad que tenía en sí misma se destruyó luego de ser derrotada por tercera vez consecutiva.

### DOA 4
El cuarto torneo mundial de artes marciales Dead or Alive llegó, y provocó una fuerte rivalidad entre los ninja y Doatec, ya que los ninja querían destruir la compañía de la creación de super hombres. A Leifang sin importarle el peligro que conllevaba participar en esta edición del campeonato llegó a él para poder intentar por cuarta ocasión derrotar a Jann Lee. En el torneo encontró a Hitomi en un puesto de frutas y verduras, quien no se podía entender con el vendedor ya que no hablaba chino, sin saber que esta quería una lechuga ella la compró ya que hablaba chino, como resultado Hitomi se enojó pero Leifang la derrotó en combate luego de que Hitomi la desafiara, más tarde encontró a Bass quien corría a la gente del casino donde se encontraba porque estaba enojado de haber perdido su dinero, enojada Leifang quien siempre fue justa retó a Bass y lo derrotó, en las finales del torneo la pelea entre Leifang y Jann Lee llegó, y esta vez sí logró derrotarlo, pero  cuando intentaba enfrentar a Alpha 152 tras derrotar a Jann, él llegó a su rescate pidiéndole que se alejara ya que era muy peligrosa lo que provocó que Leifang se sintiera protegida y subestimada una vez más.

## Recepción
El personaje ha recibido una recepción principalmente positiva por los medios de juego. La revista Dreamcast describió a Leifang como "una belleza china en todos los sentidos de la palabra... además de demostrar que es una mujer fatal al mismo tiempo", mientras que ella era "una luchadora elegante, si es que alguna vez la hubo". Computer and Video Games y Sega Saturn Magazine compararon a Leifang con el personaje de Virtua Fighter Pai Chan, mientras que esta última también la tenía a ella, Tina y Kasumi en la misma clase que Lara Croft. Saturn Power opinó que si bien la mayor parte de "los competidores de DOA parecen ser insípidos o un poco demasiado similares a los partidarios de Virtua Fighter para sentirse cómodos, "Lei-Fang y Jann Lee" están bien". La revista PSX eligió a Leifang como el personaje más divertido de jugar como en el primer juego. Sina Corp declaró que ningún aficionado a los juegos de lucha no reconocería los vestidos de Leifang, mientras que Brian Ashcraft, de Kotaku, la llamó "la mejor estudiante suprema de la universidad". Leifang fue votada como la novena serie de Dead or Alive personaje femenino más popular en una encuesta de fanáticos realizada por Koei Tecmo en 2014 y 2015. Ella casi calificó para Dead or Alive Xtreme 3, pero al final apenas fue derrotado por Helena Douglas en una encuesta de popularidad asiática. Sin embargo, finalmente fue incluida a través de una actualización en la versión para PC del juego, Dead or Alive Xtreme Venus Vacation. Una encuesta para la chica más erótica en la historia de los juegos de lucha llevada a cabo por el portal web japonés Goo hizo que Leifang y Tina compartieran el puesto 17/18 (de un total de 50 participantes) en 2016.
GameDaily presentó a Leifang como "hermosa pero mortal" como su "Bebé de la semana" en múltiples ocasiones, y como uno de sus "bebés bikini". Leifang se unió a los otros personajes de la DOA, Kasumi, Ayane y Hitomi, en un empate de cuatro vías por décimo en la edición en español de la selección de IGN de 2011 de "videojuegos de moda". Maxim la eligió como una de las nueve mejores "vixens de videojuegos" en 2009. La NetEase de China la incluyó entre las 21 "diosas del juego" en 2012. En su selección de 2013 de los "mejores senos en historia de los juegos", GameFront clasificó Leifang decimotercero. Steve Jenkins de CheatCodes.com la clasificó como la 16 "chica de videojuegos" más caliente de todos los tiempos ese mismo año. En 2015, la televisión indonesia colocó a Leifang en el quinto lugar de su lista de mujeres orientales más sexys en videojuegos, mientras que el diario vietnamita Thanh Niên la clasificó como la decimosexta personaje femenina más sexy de videojuegos en general. En "Xbox High Yearbook 2003", la revista oficial de Xbox eligió a Leifang y Hitomi como una pareja "con más probabilidades de tener una experiencia universitaria".

## Apariciones
- Doa 1:PlayStation 1.
- Doa 2:PlayStation 2.
- Doa Hardcore 2:PlayStation 2.
- Doa 3:Xbox.
- Doax 1:Xbox.
- Doa Ultimate:Xbox.
- Doa 4:Xbox 360.
- Doax 2:Xbox 360.
- Doa Paradise:PSP.
- Doa Dimensions:Nintendo 3DS.
- Doa5:Xbox,Playstation.
- Doa5lr:Xbox,Playstation.